# Dendromyrmex nidulans
Dendromyrmex nidulans är en myrart som först beskrevs av Smith 1860.  Dendromyrmex nidulans ingår i släktet Dendromyrmex och familjen myror.

## Underarter
Arten delas in i följande underarter:
- D. n. nidulans
- D. n. nigripes